# Kol (biskop i Linköping)
Kol, född under första hälften av 1100-talet, död 1195 eller 1196 i Jerusalem, var en svensk katolsk biskop i Linköpings stift från senast 1171.
Biskopen är känd bland annat genom omnämnande i flera påvebullor av påvarna Alexander III och Celestinus III.